# Ulrich Bächli
Ulrich «Ueli» Bächli (* 5. Januar 1950 in Zürich) ist ein ehemaliger Schweizer Bobsportler.

## Laufbahn
Seine erste internationale Medaille gewann Bächli 1976, als er bei den Olympischen Winterspielen in Innsbruck den zweiten Platz im Viererbob erreichte. Die Mannschaft Erich Schärer, Rudolf Marti, Josef Benz und Bächli bestätigte diesen Erfolg bei den Bobweltmeisterschaften 1977 und 1978. Im Jahr 1979 war Hansjörg Trachsel statt Marti im Bob von Bächli. Zusammen gewannen sie Bronze bei der Bob-WM im Vierer. Bei der Europameisterschaft im selben Jahr gewann Bächli zweimal die Silbermedaille: im Zweierbob mit Schärer sowie im Viererbob mit Schärer, Toni Rüegg und Trachsel. 1980 nahm er an seinen zweiten Olympischen Winterspielen in Lake Placid teil. Erneut belegte er mit Schärer, Marti und Benz den zweiten Platz. Im gleichen Jahr konnte er bei der Bob-EM in St. Moritz Bronze im Zweier mit Schärer und Gold im Vierer mit Schärer, Marti und Benz gewinnen. Bei der Weltmeisterschaft 1982 erreichte Bächli Rang zwei, bei der Europameisterschaft 1982 Rang drei, jeweils im Zweierbob mit Hans Hiltebrand.